# Gefängnis Trubezkoi-Bastion

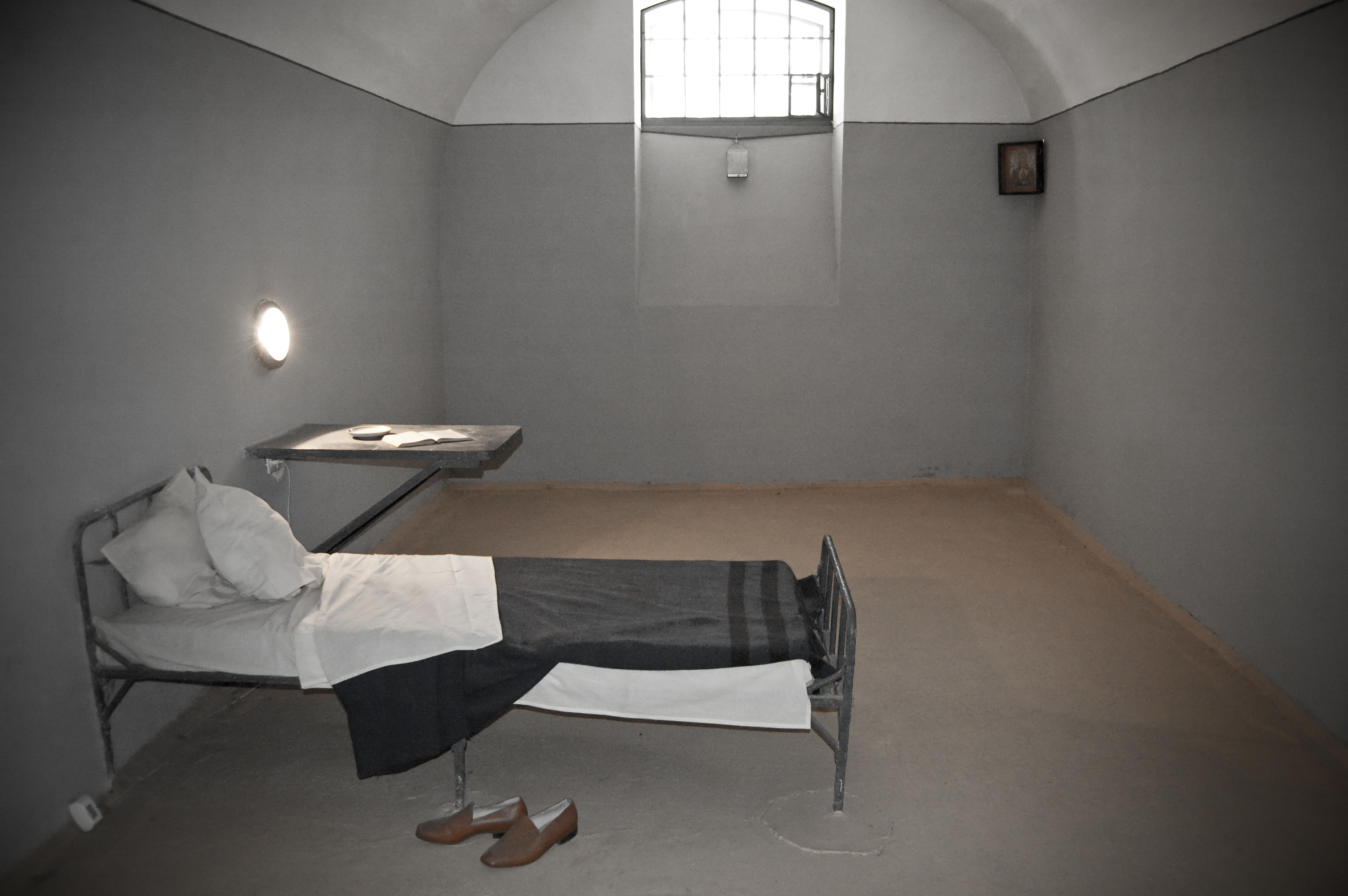
Museum Sankt Petersburg:
Zelle in der Trubezkoi-Bastion

Das Gefängnis Trubezkoi-Bastion als Teil der Peter-und-Paul-Festung gehört seit 1924 zu den Sankt Petersburger Museen. In den Jahren 1872 bis 1921 waren darin politische Häftlinge eingekerkert.

## Überblick
Die Bauingenieure Konstantin Andrejew und Michail Passypkin errichteten die zweistöckige, fünfeckige Haftanstalt in den Jahren 1870 bis 1872 auf den niedergerissenen Innenmauern der Trubezkoi-Bastion. Die politischen Häftlinge wurden in 72 Einzelzellen (ab 1878 waren es 69 Zellen) in Isolationshaft gefangengehalten. Ab 1880 bewachte eine spezielle Polizeitruppe die Häftlinge.
Im Spätwinter 1879 kam es im Gefängnis zu einem Hungerstreik gegen die strengen Haftbedingungen.
Ab 1880 wurden die Haftbedingungen bis 1884 verschärft. Als Lektüre war lediglich die Heilige Schrift zugelassen. Das Rauchen, Schreiben von Briefen und Besuche war verboten. Als Matratze diente ein Strohsack.
Dutzende Häftlinge wurden infolge der Isolationshaft geisteskrank. Marija Wetrowa unternahm 1897 aus Protest gegen die Haftbedingungen einen Selbstverbrennungsversuch.
Während der Zarenherrschaft, also bis 1917, saßen summa summarum mehr als 1500 Gefangene ein. Bis 1880 waren unter anderen die Narodniki Pjotr Kropotkin, German Alexandrowitsch Lopatin (1845–1918), Wera Figner, Andrei Scheljabow, Nikolai Morosow, Alexander Uljanow sowie oben genannte Marija Wetrowa inhaftiert. In den Jahren 1890 bis 1900 saßen die Sozialrevolutionäre Boris Sawinkow, Jekaterina Konstantinowna Breschko-Breschkowskaja (1844–1934), Stepan Balmaschow und Wiktor Tschernow sowie die Mitglieder des Kampfbundes zur Befreiung der Arbeiterklasse und der Sozialdemokratischen Arbeiterpartei Russlands Nikolai Bauman, Alexander Schapowalow, Panteleimon Nikolajewitsch Lepeschinski (1868–1944), Michail Olminski und Sinaida Wassiljewna Konopljannikowa (1878–1906) ein. Nach dem Petersburger Blutsonntag 1905 kamen Maxim Gorki, Leo Trotzki und Alexander Parvus in dieses Gefängnis.
Während der Februar- sowie der Oktoberrevolution wurden in dem Gefängnis einige Repräsentanten unterlegener Parteien festgesetzt. So saßen während der Oktoberrevolution Mitglieder der Provisorischen Regierung und Köpfe der Kadettenpartei wie zum Beispiel Pawel Dmitrijewitsch Dolgorukow (1866–1927), Andrei Iwanowitsch Schingarjow (1869–1918) und Fjodor Fjodorowitsch Kokoschkin der Jüngere (1871–1918) in der Bastion.
Ab Dezember 1917 war die Trubezkoi-Bastion Tscheka-Gefängnis. Obwohl die Haftanstalt im März 1918 offiziell geschlossen wurde, waren bis 1921 noch Menschen darin inhaftiert. Zum Beispiel saßen 1919 vier Romanows in der Bastion – die Großfürsten Nikolai, Georgi, Pawel und Dmitri. Alle vier wurden am 30. Januar 1919 von den Bolschewiki erschossen. Die vier Revolutionsopfer wurden 1999 vom russischen Staat rehabilitiert. Die letzten Gefangenen in der Bastion waren Teilnehmer des Kronstädter Matrosenaufstandes gegen Sowjetrussland.
Während des Roten Terrors soll es 1917–1921 in der Bastion zu Erschießungen gekommen sein. 2010 wurden Opfer auf dem Gelände exhumiert.